# エイシンディード
エイシンディード（欧字名:A Shin Deed、2023年5月8日 - ）は、日本の競走馬。主な勝ち鞍に2025年の函館2歳ステークス。
馬名の意味は、冠名＋証書。

## 経歴

### 2歳（2025年）
ホッカイドウ競馬・村上正和厩舎に入厩し、5月29日門別ダート1000mのJRA認定フレッシュチャレンジに2番人気で出走。好スタートから道中軽快に逃げるものの直線でベラジオエンペラーにかわされ最後は4馬身離された2着に敗れる。6月18日門別ダート1000mのJRA認定アタックチャレンジでは道中3番手追走から最後の直線で逃げ粘るタイセイシャルトをクビ差で差し切り2戦目で初勝利を果たす。6月26日に栗東・大久保龍志厩舎に移籍する。JRA移籍初戦となった7月20日の函館2歳ステークスでは新たにレイチェル・キングとコンビを組み、スタートからハナを奪うと、直線でも脚色は衰えず後続を突き離すと最後はブラックチャリスに2馬身差をつけて重賞初制覇を果たした。

## 競走成績
以下の内容は、JBISサーチおよびnetkeiba.comに基づく。
| 競走日     | 競馬場 | 競走名               | 格   | 距離（馬場）  | 頭 数 | 枠 番 | 馬 番 | オッズ （人気） | 着順 | タイム （上り3F） | 着差 | 騎手      | 斤量 [kg] | 1着馬（2着馬）       | 馬体重 [kg] |
| ---------- | ------ | -------------------- | ---- | ------------- | ----- | ----- | ----- | --------------- | ---- | ----------------- | ---- | --------- | --------- | -------------------- | ----------- |
| 2025.05.29 | 門別   | フレッシュチャレンジ |      | ダ1000m（良） | 9     | 6     | 6     | 003.60（2人）   | 02着 | R1:03.7（39.8）   | -0.8 | 0黒澤愛斗 | 55        | ベラジオエンペラー   | 456         |
| 0000.06.18 | 門別   | アタックチャレンジ   |      | ダ1000m（良） | 12    | 5     | 5     | 022.00（5人）   | 01着 | R1:02.3（37.9）   | -0.0 | 0落合玄太 | 55        | （タイセイシャルト） | 454         |
| 0000.07.20 | 函館   | 函館2歳S             | GIII | 芝1200m（良） | 12    | 5     | 5     | 048.70（9人）   | 01着 | R1:08.4（34.1）   | -0.3 | 0R.キング | 55        | （ブラックチャリス） | 448         |

- 競走成績は2025年7月20日現在

## 血統表
| エイシンディードの血統            | エイシンディードの血統                           | エイシンディードの血統                           | （血統表の出典）                                 | （血統表の出典）     |
| 父系                              | フォーティナイナー系                             | フォーティナイナー系                             | フォーティナイナー系                             |                      |
| 父 ファインニードル 2013 鹿毛     | 父の父アドマイヤムーン 2003 鹿毛                 | *エンドスウィープ                                | *フォーティナイナー                              | *フォーティナイナー  |
| 父 ファインニードル 2013 鹿毛     | 父の父アドマイヤムーン 2003 鹿毛                 | *エンドスウィープ                                | Broom Dance                                      |                      |
| 父 ファインニードル 2013 鹿毛     | 父の父アドマイヤムーン 2003 鹿毛                 | マイケイティーズ                                 | *サンデーサイレンス                              | *サンデーサイレンス  |
| 父 ファインニードル 2013 鹿毛     | 父の父アドマイヤムーン 2003 鹿毛                 | マイケイティーズ                                 | *ケイティーズファースト                          |                      |
| 父 ファインニードル 2013 鹿毛     | 父の母*ニードルクラフト 2002 栗毛                | Mark of Esteem                                   | Darshaan                                         | Darshaan             |
| 父 ファインニードル 2013 鹿毛     | 父の母*ニードルクラフト 2002 栗毛                | Mark of Esteem                                   | Homage                                           |                      |
| 父 ファインニードル 2013 鹿毛     | 父の母*ニードルクラフト 2002 栗毛                | Sharp Point                                      | *ロイヤルアカデミーⅡ                             | *ロイヤルアカデミーⅡ |
| 父 ファインニードル 2013 鹿毛     | 父の母*ニードルクラフト 2002 栗毛                | Sharp Point                                      | Nice Point                                       |                      |
| 母 エーシンエムディー 2009 黒鹿毛 | 母の父キングカメハメハ 2001 鹿毛                 | Kingmambo                                        | Mr. Prospector                                   | Mr. Prospector       |
| 母 エーシンエムディー 2009 黒鹿毛 | 母の父キングカメハメハ 2001 鹿毛                 | Kingmambo                                        | Miesque                                          |                      |
| 母 エーシンエムディー 2009 黒鹿毛 | 母の父キングカメハメハ 2001 鹿毛                 | *マンファス                                      | *ラストタイクーン                                | *ラストタイクーン    |
| 母 エーシンエムディー 2009 黒鹿毛 | 母の父キングカメハメハ 2001 鹿毛                 | *マンファス                                      | Pilot Bird                                       |                      |
| 母 エーシンエムディー 2009 黒鹿毛 | 母の母エイシンルーデンス 1996 青鹿毛             | サンデーサイレンス                               | Halo                                             | Halo                 |
| 母 エーシンエムディー 2009 黒鹿毛 | 母の母エイシンルーデンス 1996 青鹿毛             | サンデーサイレンス                               | Wishing Well                                     |                      |
| 母 エーシンエムディー 2009 黒鹿毛 | 母の母エイシンルーデンス 1996 青鹿毛             | エイシングレシャス                               | トウショウボーイ                                 | トウショウボーイ     |
| 母 エーシンエムディー 2009 黒鹿毛 | 母の母エイシンルーデンス 1996 青鹿毛             | エイシングレシャス                               | *チーフネル                                      |                      |
| 母系(F-No.)                       | チーフネル(USA)系(FN:8-f)                        | チーフネル(USA)系(FN:8-f)                        | チーフネル(USA)系(FN:8-f)                        | [ § 2 ]              |
| 5代内の近親交配                   | サンデーサイレンス：M3×S4、Mr. Prospector：M4×S5 | サンデーサイレンス：M3×S4、Mr. Prospector：M4×S5 | サンデーサイレンス：M3×S4、Mr. Prospector：M4×S5 | [ § 3 ]              |
| 出典                              | 1. 2. 3.                                         | 1. 2. 3.                                         | 1. 2. 3.                                         | 1. 2. 3.             |

- 従兄弟にエイシンヴァラー（2018年黒船賞）